# Haineaultita
La haineaultita es un mineral de la clase de los silicatos y perteneciente al grupo de la zorita. Fue aprobada como especie válida por la Asociación Mineralógica Internacional en 1997. En 2004, el profesor Andrew M. McDonald y George le dio su actual nombre en honor al recolector y comerciante de minerales canadiense Gilles Haineault (n. 1946).

## Características
El haineaultita es un inosilicato de fórmula química (Na, Ca)5 Ca (Ti, Nb)5 (Si6 O17)2 (OH, F)8 · 5H2 O y cristaliza en sistema ortorrómbico. Su estructura contiene cadenas dobles de tetraedros de SiO4, que están unidas por cationes Ti en una estructura tridimensional. Puede ser incoloro, pero también se presenta en tonalidades que van desde el blanco hasta el amarillo y el naranja pálido.

## Yacimientos
Fue descubierta en la cantera Poudrette, dentro del municipio regional de condado de Valle del Richeliu, en Montérégie (Quebec, Canadá), tratándose del único lugar en todo el planeta donde ha sido descrita esta especie mineral.